# Marie Wiegmann
Marie Wiegmann, z domu Hancke (ur. 7 listopada 1820, zm. 4 grudnia 1893) – niemiecka malarka rodzajowa i portrecistka, która pracowała w Wielkiej Brytanii, Niemczech i Holandii. Studiowała u artystów Karla Ferdinanda Sohna i Hermanna Stilke. Była znaną malarką przez całą swoją ponad 50-letnią karierę.

## Biografia
Marie Wiegmann urodziła się 7 listopada 1820 roku w Silberbeg na Śląsku, obecnie Srebrna Góra w województwie dolnośląskim.
W 1841 roku, w wieku 21 lat, rozpoczęła naukę w Kunstakademie Düsseldorf. Studiowała najpierw u Hermanna Stilke, a później u niemieckiego artysty Karla Ferdinanda Sohna, który również namalował jej portret. Była uważana wówczas za jedną z największych uczennic Sohna i zdobyła złoty medal w Berlinie za jedną ze swoich prac. Jej portret Karla Schnaase był wystawiany w Galerii Narodowej w Berlinie. W 1876 roku trzy jej prace wystawiano w Galerii Narodowej w Berlinie: Dama wenecka, Młoda dziewczyna z różami i Francuzka z 1792 roku. Dużo podróżowała po Niemczech, Anglii, Holandii i Włoszech. Później osiadła z mężem w Düsseldorfie, gdzie mieli dwoje dzieci: córkę Klarę w 1842 roku i syna Arnolda w 1846 roku. Ponieważ fascynowała się sztuką włoską,  odbyła tam podróż studyjną w latach 1843–1845.
Od lat 1846 do 1850 Wiegmann skupiał się na dziełach opartych na baśniowych i mitycznych opowieściach, głównie z późnoromantycznych modeli literackich. Obejmowały one obraz oparty na wierszu „Elfy” Ludwiga Uhlanda i różne inne ilustracje, które zostały zawarte w XIX-wiecznych książkach poetyckich. Dwie z jej ilustracji zostały zawarte w 1883 roku w St Nicholas: An Illustrated Magazine For Young Folks.